# Heinrich (VII.) (HRR)

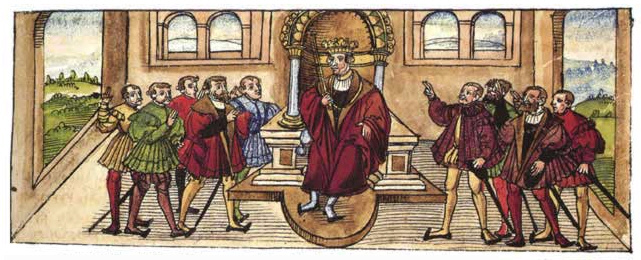
Heinrich (VII.) lässt sich in Würzburg als König huldigen (aus der Bischofschronik des Lorenz Fries, Mitte 16. Jh.)

Heinrich (VII.) (* 1211 in Sizilien; † unsicher: 12. Februar 1242 in Martirano, Kalabrien) war römisch-deutscher König und König von Sizilien (wozu damals auch Unteritalien gehörte) aus der Dynastie der Staufer. Er war Sohn und Mitkönig Kaiser Friedrichs II.

## Leben

### Unter Vormundschaft
Heinrich, der erste Sohn Friedrichs II. und der Konstanze von Aragón, wurde 1211 in Sizilien geboren und bereits im Februar 1212, ein halbes Jahr nach der Wahl seines Vaters zum römisch-deutschen König, von Papst Innozenz III. zum König von Sizilien gekrönt. Die Regentschaft ging auf seine Mutter und nicht auf seinen Vater über. Dadurch wollte Innozenz die Vereinigung des deutschen und des sizilianischen Reichsteils verhindern. Nach dem Tod des Papstes 1216 rief ihn sein Vater nach Deutschland, entzog ihm und seiner Mutter den sizilianischen Königstitel, betraute Heinrich mit der Verwaltung des Herzogtums Schwaben und belehnte ihn nach dem Aussterben der Zähringer 1218 mit dem Rektorat Burgund.
Er war der erste Staufer, der als Herzog von Schwaben ein Siegel mit drei übereinander schreitenden Löwen (heraldisch „Leoparden“ genannt) verwendete. Auf dieses geht das heutige Wappen Baden-Württembergs zurück.
Am 26. April 1220 wählten ihn die deutschen Fürsten in Frankfurt am Main zum römisch-deutschen König, wofür der Kaiser die geistlichen Fürsten begünstigende Confoederatio cum principibus ecclesiasticis erließ. Die Wahl war eine Bedingung dafür gewesen, dass Friedrich II. sein 1215 gegebenes Kreuzzugsversprechen einlöste, da durch sie die Nachfolgefrage für den Fall eines Todes des Kaisers auf dem Kreuzzug geklärt war. Papst Honorius III. erkannte seine Wahl jedoch nicht an und erkannte ihm auch das Recht auf den sizilianischen Königstitel ab, da er ebenso wie sein Vorgänger die Vereinigung beider Reichsteile verhindern wollte. Auch zahlreiche deutsche Fürsten hatten die Wahl zunächst abgelehnt.
Nachdem Friedrich II. 1220 nach Italien zurückgekehrt war, übernahm Erzbischof Engelbert I. von Köln († im November 1225) die Reichsverweserschaft. Einen eigentlichen Vormund bekam Heinrich nicht, jedoch wurden die politischen Entscheidungen von Engelbert getroffen, der Heinrich am 8. Mai 1222 in Aachen zum deutschen König krönte und plante, ihn mit einer Tochter des englischen Königs Johann Ohneland zu verheiraten, wozu es jedoch nicht kam. Nach Engelberts Tod wurde 1226 Herzog Ludwig I. von Bayern Reichsverweser. Der unmündige König befand sich meist in der Obhut von Reichsministerialen. Aus dieser Schicht stammten auch die Verwalter des Herzogtums Schwaben, das Heinrich auch nach seiner Königskrönung offiziell innehatte.
1224 traf Heinrich in der nach ihm benannten Treuga Henrici rechtliche Bestimmungen.
Trotz der Verlobung mit der gleichaltrigen Agnes, Tochter des böhmischen Königs Ottokar I. Přemysl, im Jahr 1220 heiratete Heinrich am 29. November 1225 in Nürnberg auf Wunsch seines Vaters die sieben Jahre ältere Margarete, Tochter des Herzogs Leopold VI. von Österreich, die am 28. März 1227 in Aachen zur Königin gekrönt wurde. Heinrich plante bereits wenige Jahre später die Scheidung von Margarete und Neuvermählung mit Agnes von Böhmen, wobei er Streitigkeiten um die zurückgehaltene Mitgift Margaretes, die nach dem Tod Leopolds 1230 entbrannten, als Argument nutzte. Durch das Einwirken Konrads von Bussnang gab er diese Pläne aber auf, um politischen Problemen zu entgehen.

### Regierungsübernahme und Zerwürfnis mit dem Vater
1228 wechselte Ludwig von Bayern von der kaiserlichen auf die päpstliche Seite. Darauf übernahm Heinrich (VII.) um Weihnachten dieses Jahres selbst die Regierung, zwang Ludwig zur Unterwerfung und zog gegen den Bischof von Straßburg. Darüber hinaus betrieb Heinrich, ähnlich wie einige Jahre zuvor sein Vater, eine Politik, welche die Städte stark bevorteilte und von den Fürsten als Eingriff in ihre Rechte gesehen wurde. Sie zwangen ihn, in Worms am 1. Mai 1231 das gegen die staufische Bevorzugung der Städte gerichtete Statutum in favorem principum zu erlassen. Friedrich II. war in dieser Zeit besonders auf die deutschen Fürsten angewiesen, da er ihre Vermittlung gegenüber Papst Gregor IX. benötigte. Aus diesem Grund bestätigte Friedrich 1232 das „Statutum“, obwohl es die Gestaltungsmöglichkeiten des Königs einschränkte. Zusätzlich musste Heinrich (VII.) sich im gleichen Jahr in Cividale del Friuli eidlich zum Gehorsam seinem Vater gegenüber und zum Wohlverhalten den Fürsten gegenüber verpflichten. Gregor IX. sollte den Kaisersohn bannen, falls er sich nicht daran halten sollte. Aus dieser Auseinandersetzung entwickelte sich ein tiefes Zerwürfnis zwischen Vater und Sohn, das sich unter anderem darin ausdrückte, dass Friedrich in den Folgejahren mehrere Verordnungen Heinrichs aufhob und auf der anderen Seite Graf Egino V. von Urach-Freiburg, ein erklärter Feind des Kaisers, zum wichtigsten Berater Heinrichs wurde.
1232 erneuerte Heinrich das Bündnis zwischen den Staufern und dem französischen Königshaus der Kapetinger. Im folgenden Jahr führte er Krieg gegen die Wittelsbacher und unterwarf Otto II. von der Pfalz, den Sohn Herzog Ludwigs von Bayern. Friedrich sah erneut das Verhältnis zu den Fürsten gefährdet und verlangte die Freilassung der von Otto gestellten Geiseln. Der Kaiser, der im Kampf gegen die oberitalienischen Städte auf die Hilfe der Fürsten angewiesen war, konnte die fürstenfeindliche Politik Heinrichs nicht hinnehmen. Wie abgesprochen drohte der Papst mit der Exkommunikation Heinrichs. 1234 erließ Heinrich auf dem Frankfurter Hoftag Verfügungen gegen ungerechtfertigte Ketzerverfolgungen, mit denen unter anderem der Bremer Erzbischof 1232 gegen die Stedinger Bauern vorgegangen war. Der Papst, mit dem Friedrich über ein Bündnis gegen die lombardischen Städte verhandelte, bannte Heinrich sofort. Friedrich kündigte an, dass er nach Deutschland kommen würde.
Heinrich reagierte mit offenem Aufstand: Im September schloss er in Boppard ein Bündnis mit Vertretern der fürstlichen Opposition gegen den Kaiser, unter anderen den Bischöfen von Augsburg, Würzburg, Worms, Speyer und Straßburg, dem Abt von Fulda sowie mehreren kleinen Adligen aus Schwaben. Mit den lombardischen Städten und Ludwig IX. von Frankreich verhandelte Heinrich ebenfalls, erreichte aber kein Bündnis. Die weltlichen Reichsfürsten verhielten sich abwartend oder kämpften gegen Heinrich. Vor allem Gottfried von Hohenlohe, Markgraf Hermann V. von Baden und die Reichsstadt Worms verwickelten Heinrich in Kämpfe, so dass er die Stadt nicht vor seinem heranziehenden Vater einnehmen konnte. Friedrich scheint jedoch überhaupt keine militärische Kampagne geplant zu haben. Vielmehr setzte er auf die Prachtentfaltung seines Hofes und, vergleichbar seinem ersten Zug nach Deutschland, auf seine persönliche Wirkung. Bereits in Süddeutschland zeigte sich die Wirkung dieses Vorhabens: Der kleine Zug Friedrichs wuchs schnell zu einem großen Heer an.
Im Swiggertal versuchte Heinrich (VII.) den Zug seines Vaters mit den eigenen Truppen aufzuhalten, unterlag jedoch in der dortigen Schlacht am 21. Juni 1235. Am 2. Juli 1235 musste er sich in Wimpfen Friedrich unterwerfen, da ihn die meisten seiner Verbündeten im Stich ließen. Friedrich II. hielt mit den Fürsten am 4. Juli 1235 in Worms über Heinrich Gericht, entthronte ihn und setzte ihn gefangen. Erst kam er nach Heidelberg ins Schlossverlies, dann nach Burg Alerheim im Ries und schließlich über Friaul, nun in der Obhut eines Lancia, zu Schiff nach Apulien. Bis Ende 1235 wurde er dort an verschiedenen Orten festgehalten. 1240 wurde er von Rocca San Felice bei Melfi nach Nicastro (Kalabrien) verlegt. Als zwei Jahre später abermals das Gefängnis gewechselt werden sollte, stürzte er mit seinem Pferd in einen Abgrund. Wohl am 12. (nach anderen Quellen am 10.) Februar 1242 starb Heinrich (VII.) in Martirano an den Folgen dieses Sturzes. Einige Chronisten berichten, dass es sich hierbei um einen Selbstmordversuch gehandelt habe, da Heinrich umsonst auf Vergebung gehofft hatte.
Sein Vater ließ ihn mit königlichen Ehren im Dom von Cosenza in einem prachtvollen Grabdenkmal beisetzen, das aber 1574 abgebrochen wurde. Man vermutet heute seine sterblichen Reste in einem 1934 bei Grabungen im Dom entdeckten römischen Steinsarg. Eine Untersuchung des Leichnams durch ein italienisches Forscherteam im Jahr 2000 hat ergeben, dass Heinrich an Lepra erkrankt war. Eine mögliche Begnadigung seitens des Kaisers war dadurch verhindert bzw. unmöglich geworden. Durch die Erkenntnis der Unheilbarkeit der Krankheit, die ein hohes Risiko der Ansteckungsgefahr für seine Umgebung und den drohenden Ausschluss aus der Gemeinschaft bedeutete, kann der Entschluss zum Selbstmord begründet sein. Es hätte den damaligen Vorstellungen eher entsprochen, wenn der Kaiser seinem Erstgeborenen nach kurzer Zeit verziehen und ihn in Gnaden wieder aufgenommen hätte; auch ist überliefert, wie tief bestürzt Friedrich II. über seinen Tod war.
Die Verbündeten Heinrichs wurden weitestgehend begnadigt. Auf die Schwächung der königlichen Macht durch die Auseinandersetzungen mit dem Sohn reagierte Friedrich II. unter anderem mit der Reichsversammlung am 25. August 1235 in Mainz, auf der erstmals ein Landfriedensgesetz erlassen und das Regalienrecht grundlegend reformiert wurde.
Als Nachfolger Heinrichs (VII.) ließ Friedrich 1237 in Wien seinen zweitgeborenen Sohn Konrad IV. zum römisch-deutschen König wählen. Zusätzlich hatte er noch 1235 in Worms Isabella, die Schwester Heinrichs III. von England geheiratet, um den Erbgang weiter abzusichern.
Die beiden Söhne Heinrichs, Heinrich und Friedrich, starben 1242/45 bzw. 1251, ohne weitere Berücksichtigung gefunden zu haben.

## Bewertung Heinrichs (VII.)
Die römische Sieben in Klammern erklärt sich dadurch, dass Heinrich sein Königtum nicht selbstständig ausübte und deshalb in der Zählung der Herrscher des Heiligen Römischen Reiches nur eingeschränkt mitgezählt wird. Er ist nicht zu verwechseln mit dem späteren Kaiser Heinrich VII. aus dem Geschlecht der Luxemburger, der als der tatsächliche siebente Herrscher namens Heinrich angesehen wird. Als Sprechweise dieser ungewöhnlichen Bezeichnung eines Königs wird deshalb auch „Heinrich der Klammersiebte“ verwendet, um einer Verwechslung bei der mündlichen Kommunikation vorzubeugen.
Über einen langen Zeitraum haben Geschichtswissenschaftler die Herrschaft Heinrichs (VII.) als „glücklos“ oder sogar „verbrecherisch“ bezeichnet. Auch wurde er geringschätzend als „Klammerheinrich“  bezeichnet. Erst in jüngerer Zeit versuchen einige Forscher, die Betrachtungen über Heinrich (VII.) zu revidieren.
Einige Historiker behaupten sogar, dass die Herrschaft Heinrichs (VII.) eine erfolgreiche Fortführung der staufischen Politik im Regnum Teutonicum darstelle und keineswegs als unglücklich oder fehlgeschlagen zu bezeichnen sei. So bemerkte der Historiker Gunther Wolf in einem kurzen Aufsatz, dass die Klammer um die „VII“ wegfallen müsse, da Heinrich legitimer König der Jahre 1222 bis 1235 gewesen sei. In dieser Interpretation sprechen der Ausbau der Landesherrschaft, die Konsolidierung der eigenen Hausmacht und die Gründung und Unterstützung von Städten für ein starkes Königtum.
Aber auch kurz nach dem Tod des Königs finden sich bereits vereinzelt positive Wertungen in der höfischen Literatur des Mittelalters: „Einen künec, dem zaeme wol nach im des riches krone! Owe daz er niht leben sol, dem si stuont also schone! Daz war der milte künec Heinrich, bei dem was fride staete. Daz nieman nu tuot dem gelich, der zuo dem riche traete und im mit triuwen waere bi!“ In diesem kurzen Vers wird der Regierungszeit Heinrichs (VII.) gedacht, die als mild, gnädig und friedlich, des Weiteren auch als dem Reich zuverlässig ergeben charakterisiert wird.
Heinrich scheint ein lebensfroher und kunstsinniger Herrscher gewesen zu sein und zog viele Minnesänger an seinen Hof. Möglicherweise dichtete er auch selbst.